# Rappresentazione dei numeri relativi
In matematica, i numeri negativi in qualunque base
vengono rappresentati normalmente ma viene prefisso il segno "-"; nei computer, però, vi sono vari metodi per estendere il sistema numerico binario per rappresentare i numeri relativi:
- Rappresentazione in segno e modulo
- Complemento a uno
- Complemento a due
- Eccesso N

Per vari motivi i moderni computer usano principalmente la rappresentazione a complemento a due, anche se le altre rappresentazioni vengono usate in altre circostanze.

## Tipi di rappresentazione

### Eccesso N
La rappresentazione dei numeri a Eccesso N è una convenzione per permettere il calcolo in base 2 con numeri negativi.
Si definisce un "eccesso" N, solitamente determinato come N=2k-1, con k:=numero di bit della parola, in modo che la parola con tutte le cifre uguali a 0 valga -N, e lo zero sia rappresentato dalla parola che in notazione binaria non ha eccesso vale proprio N.
Dato un numero da rappresentare su N bit, la sua rappresentazione in eccesso 2^(N-1) è data dalla somma tra 2^(N-1) e il numero stesso.
| Parola in codice binario | Interpretazione a Eccesso-128 | Interpretazione unsigned |
| ------------------------ | ----------------------------- | ------------------------ |
| 00000000                 | −128                          | 0                        |
| 00000001                 | −127                          | 1                        |
| ⋮                        | ⋮                             | ⋮                        |
| 01111111                 | -1                            | 127                      |
| 10000000                 | 0                             | 128                      |
| ⋮                        | ⋮                             | ⋮                        |
| 11111111                 | +127                          | 255                      |

## Tavola comparativa
La seguente tavola mette a confronto la rappresentazione degli interi compresi fra otto e meno otto, usando 4 bit.
| Decimale | Senza segno | Segno e modulo | Complemento a uno (col. senza segno) | Complemento a due | Eccesso 8 |
| -------- | ----------- | -------------- | ------------------------------------ | ----------------- | --------- |
| +8       | 1000        | n/d            | n/d                                  | n/d               | n/d       |
| +7       | 0111        | 0111           | 1000                                 | 0111              | 1111      |
| +6       | 0110        | 0110           | 1001                                 | 0110              | 1110      |
| +5       | 0101        | 0101           | 1010                                 | 0101              | 1101      |
| +4       | 0100        | 0100           | 1011                                 | 0100              | 1100      |
| +3       | 0011        | 0011           | 1100                                 | 0011              | 1011      |
| +2       | 0010        | 0010           | 1101                                 | 0010              | 1010      |
| +1       | 0001        | 0001           | 1110                                 | 0001              | 1001      |
| (+)0     | 0000        | 0000           | 1111                                 | 0000              | 1000      |
| (−)0     | n/d         | 1000           | n/d                                  | n/d               | n/d       |
| −1       | n/d         | 1001           | n/d                                  | 1111              | 0111      |
| −2       | n/d         | 1010           | n/d                                  | 1110              | 0110      |
| −3       | n/d         | 1011           | n/d                                  | 1101              | 0101      |
| −4       | n/d         | 1100           | n/d                                  | 1100              | 0100      |
| −5       | n/d         | 1101           | n/d                                  | 1011              | 0011      |
| −6       | n/d         | 1110           | n/d                                  | 1010              | 0010      |
| −7       | n/d         | 1111           | n/d                                  | 1001              | 0001      |
| −8       | n/d         | n/d            | n/d                                  | 1000              | 0000      |